# Costantino Ribaga
Costantino Ribaga (Tiarno di Sopra, 14 giugno 1870 – Tiarno di Sopra, 20 febbraio 1945) è stato un entomologo e agronomo italiano.

## Biografia

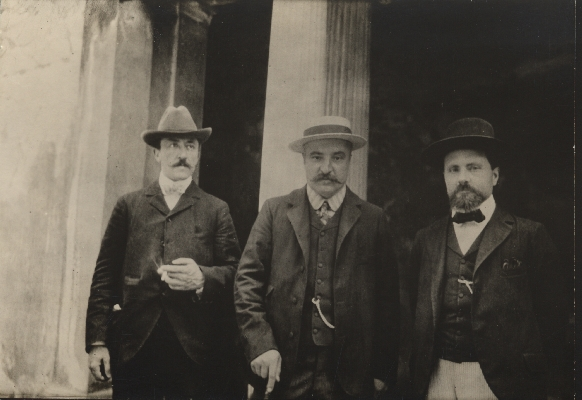
Ribaga (a sinistra) con due colleghi dell'Istituto di Entomologia Agraria di Firenze nel 1906

Nacque a Tiarno di Sopra, il paese più occidentale della val di Ledro, in Trentino; frequentò il ginnasio di Rovereto, quindi per due anni la facoltà di Scienze Naturali dell'università di Monaco; dopo una pausa biennale per il servizio di leva, nel 1895 si laureò in Scienze Naturali all'università di Padova. Cominciò la sua carriera come assistente di zoologia all'università di Vienna, dove rimase per alcuni mesi, per poi entrare, grazie all'interessamento di Antonio Berlese, alla stazione di entomologia agraria dell'università di Napoli; dal 1903 seguì Berlese all'Istituto di Entomologia Agraria di Firenze. 
Nella sua carriera da entomologo descrisse una cinquantina di nuove specie di artropodi, contribuendo in particolare alla sistematica di acari e psocotteri; insieme a Berlese diede una forte spinta alla lotta contro la Diaspis pentagona, una cocciniglia parassita del gelso, scoprendo una specie di vespa (Prospaltella berlesei) da impiegare nella lotta biologica, un metodo innovativo per l'epoca. Inoltre da lui prende il nome l'"organo di Ribaga", che descrisse nelle cimici dei letti (l'organo è presente in vari rincoti Nabidi, Antocoridi e Cimicidi e ha funzioni legate al trasporto dello sperma nel sangue - spermatoemia).
Nel 1910 morì suo fratello maggiore Vito, che lasciò la moglie Veronica e due figlie piccole; Ribaga, molto affezionato alle nipoti, abbandonò il lavoro scientifico per tornare a Tiarno ad occuparsi della famiglia, nonché della campagna; nello stesso anno entrò nell'Accademia Roveretana degli Agiati. Con lo scoppio della prima guerra mondiale Ribaga, insieme con la madre, la cognata e le nipoti, si trasferì in val Trompia e poi a Firenze, dove riprese in parte la ricerca scientifica. 

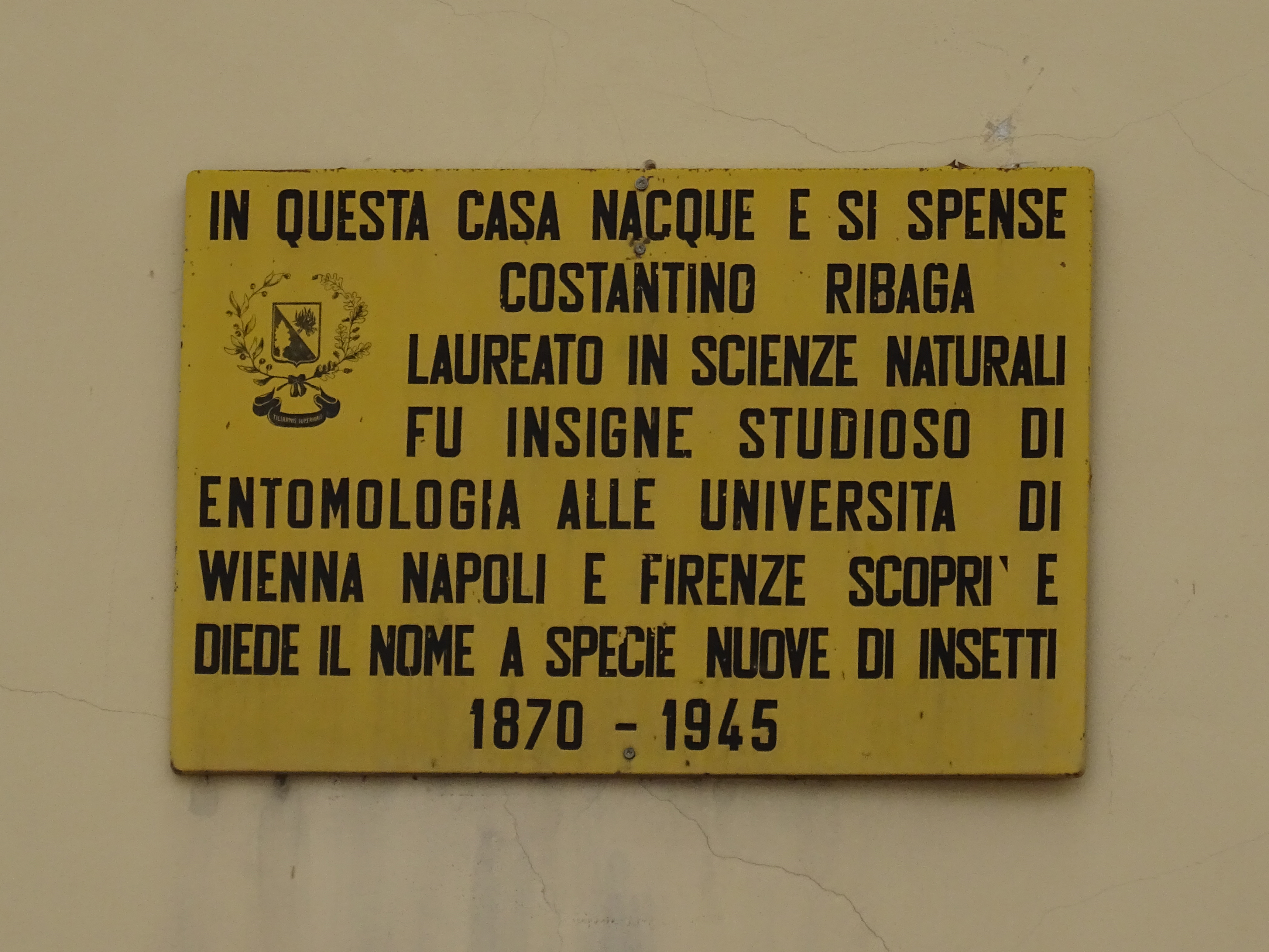
Targa commemorativa affissa sulla casa natale di Ribaga a Tiarno di Sopra

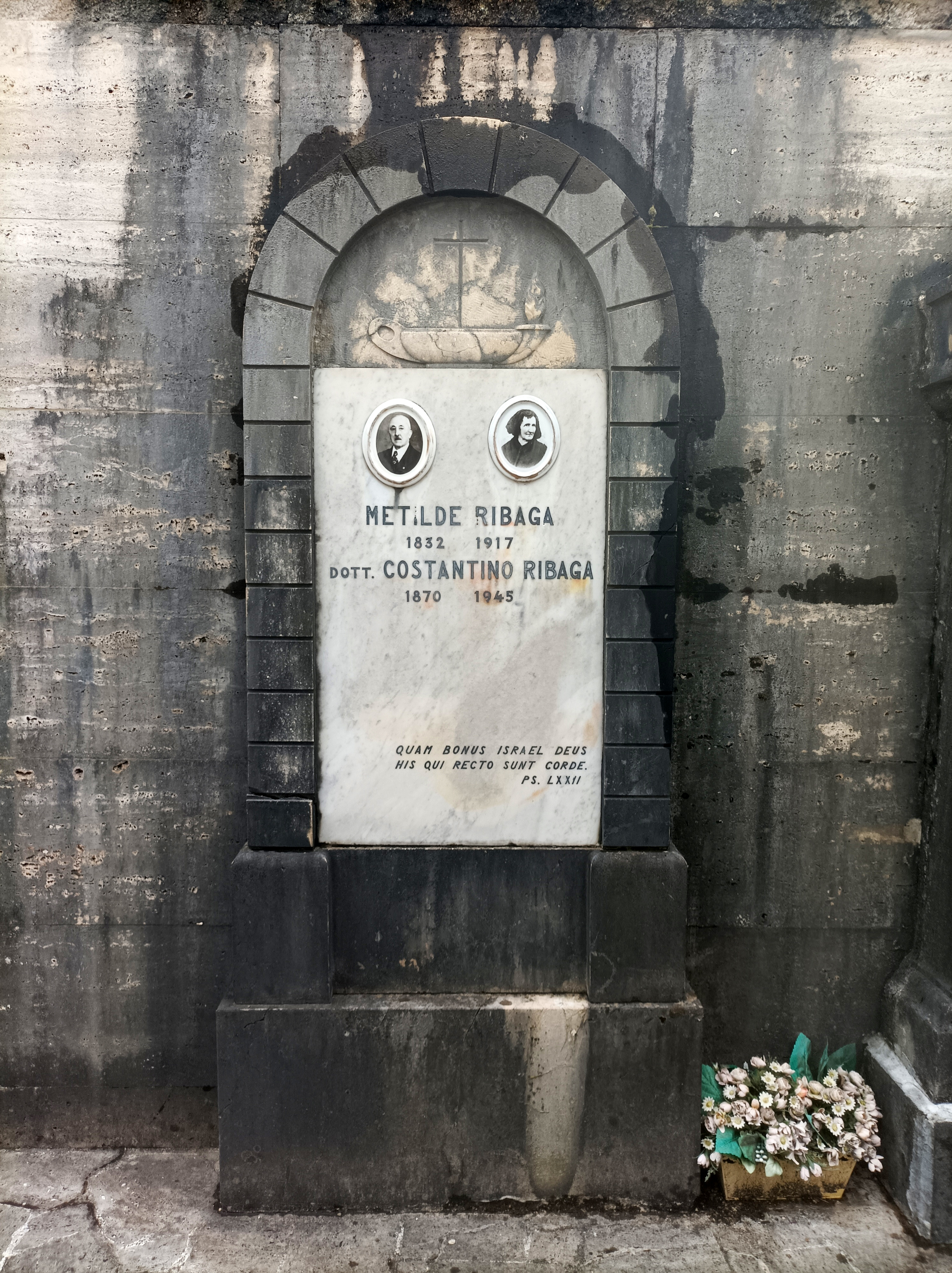
La tomba nel cimitero di Tiarno di Sopra

La famiglia tornò a Tiarno alla fine del conflitto, trovando la valle devastata sia dal punto di vista urbanistico, sia da quello naturale (agricolo-forestale); Ribaga si mise a capo del Consorzio Agricolo di Tiarno, contribuendo con successo alla rinascita del territorio ledrense tramite il ripristino delle campagne e dei prati, la bonifica degli ordigni bellici inesplosi e il recupero delle attrezzature e del bestiame. Nel 1926 il Consorzio Agricolo venne soppresso e rimpiazzato dall'Associazione Agraria, a stretto controllo statale; Ribaga, che riteneva si dovessero destinare i terreni al pascolo e alla fienagione per rilanciare la zootecnia, si scontrò con la spinta del governo fascista di privilegiare la coltivazione del grano: impossibilitato a seguire la propria linea, diede le dimissioni nel maggio 1933.